# Sukhoi Su-35
El Sukhoi Su-35 (rus: Сухой Су-35; denominació OTAN: Flanker-E) és la designació de dos derivats millorats del caça de defensa aèria Su-27. Són avions monoplaça, bireactors i supermaniobrables, dissenyats per l'Oficina de Disseny Sukhoi i construïts per la planta d'aeronaus de Komsomolsk-on-Amur.
L'avió va ser desenvolupat originalment per la Unió Soviètica a partir del Su-27 i es coneixia com a Su-27M. Incorporava canards i un radar multifunció que li donava capacitats multifunció. El primer prototip va fer el seu vol inaugural el juny de 1988. Després de la dissolució de la Unió Soviètica, Sukhoi el va redesignar com a Su-35 per atreure comandes d'exportació. Es van produir catorze avions i es van utilitzar per a proves i demostracions; una unitat tenia motors d'empenta vectorial i al seu torn va ser redesignat com a Su-37. A finals de la dècada del 1990 també es va construir un únic avió de formació de dos seients Su-35UB que s'assemblava a la família Su-30MK.
El 2003, Sukhoi es va embarcar en una segona modernització del Su-27 per servir com a avió provisional a l'espera del desenvolupament del programa Sukhoi PAK FA (Su-57). També conegut com a Su-35, aquesta versió té una cabina redissenyada i un sistema de control d'armes i compta amb motors d'empenta vectorial en lloc dels canards. L'avió va fer el seu primer vol el febrer de 2008. Tot i que va ser dissenyat per a l'exportació, la Força Aèria Russa es va convertir en el client de llançament el 2009, amb la versió de producció designada com a Su-35S. La Força Aèria de l'Exèrcit Popular d'Alliberament de la Xina també ha fet comandes.

## Disseny i desenvolupament

### Actualització del Su-27

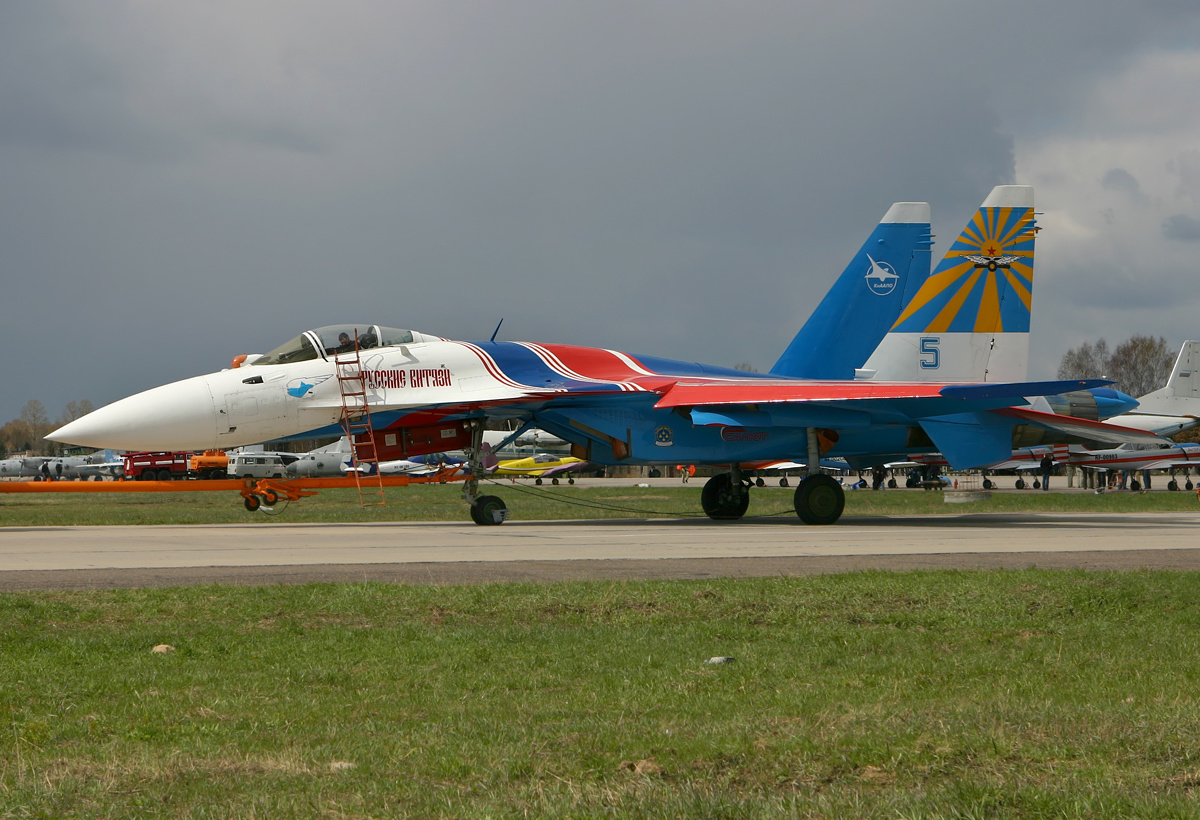
Un Su-35 el 2007

A principis de la dècada del 1980, quan el Su-27 va entrar en servei a la Força Aèria Soviètica, Sukhoi buscava el desenvolupament de la futura variant. Originalment designat com a "Su-27M" i conegut internament com a "T10-M", tindria molta més maniobrabilitat i millors sistemes d'aviònica en comparació amb el millor avió de caça de l'època, el Su-27.També podria portar una major gamma d'armament per millorar la seva capacitat com a plataforma d'atac aire-terra.
La variant millorada va començar a desenvolupar-se a principis dels anys vuitanta, amb una sèrie de canvis en l'aerodinàmica, l'aviònica, els motors, els mètodes de construcció, així com l'augment de la capacitat de càrrega útil. Es van utilitzar materials compostos i un aliatge d'alumini-liti (Al-Li) d'alta resistència per reduir el pes i augmentar el volum intern de combustible. Una de les característiques distintives inicials d'aquest projecte era el disseny dels canards, que milloraven el flux d'aire sobre les ales, eliminaven el fimbramenti permetien que l'avió pogués volar en angles d'atac molt elevats. Aquests canards estan controlats per un nou sistema de control de vol digital fly-by-wire. L'avió té dos motors turbofan Luylka AL-31FM(AL-35F), més grans, més fiables i amb una empenyiment de 130 kN (28.200 lbf), molt més potents que els que es troben al Su-27.
Tenia un nou sistema de control de tir, a més d'un sistema de radar Doppler N011, que pot seguir fins a 15 avions en vol i guiar sis míssils simultàniament. A la cua, al fibló, té un radar Phazotron N-012 per detectar qualsevol amenaça darrere de l'avió. L'avió pot portar una varietat de bombes (incloent bombes de napalm, no guiades i de dispersió, així com míssils aire-aire i aire-terra; a més de dues pilones aeronàutiques addicionals). La cabina es va modernitzar, i fou equipada amb una pantalla multifunció (MFD) d'LCD a color, més un seient projectable K-36DM inclinat a 30° per millorar la tolerància a la força g del pilot. L'abast de l'avió es va incrementar fins als 4.000 km mitjançant una major capacitat per a combustible; i amb la incorporació d′una sonda per a abastament en vol, l′abast pot ser ampliat encara més. L'avió es caracteritza per tenir doble roda al tren davanter —per suportar una major càrrega útil— i uns estabilitzadors verticals més grans amb puntes rectes de fibra de carboni.

### Proves i exhibicions
El primer prototip del Su-27M (T-10S-70) va volar per primera vegada el 28 de juny de 1988 pilotat pel pilot de proves de Sukhoi Oleg Tsoi. Aquest prototip difereix lleugerament d'unitats posteriors en què manté els estabilitzadors verticals estàndard del Su-27; no té un sistema de control de tir; va ser pintat amb un disseny de camuflatge de tres tons de gris/blau, a més d'altres diferències menors. Amb la designació T10M-1 fins a T10M-10, els primers deu prototips van ser fabricats per la KnAAPO conjuntament amb Sukhoi (l'estructura militar-industrial soviètica estava separada pel que fa al disseny i construcció d'avions). Es diferenciaven lleugerament dels quatre Su-27 convertits i dels altres construïts. El segon prototip va iniciar les proves en vol el gener de 1989, mentre que el tercer ho va fer a mitjan 1992.Aquests tenien canards i un nou sistema de control de vol.
El 1990 el primer prototip fou exhibit als principals càrrecs del Ministeri de Defensa de la Unió Soviètica a la Base Aèria de Kubinka, a l'óblast de Moscou. El primer vol de demostració aèria va tenir lloc el 13 de febrer de 1992, davant dels líders de la CEI a Matxulisxi, vóblast de Minsk, Belarús, abans de fer la seva aparició pública el mateix any a la Fira Aeronàutica Internacional de Farnborough. El tercer prototip, el T10M-3, va aparèixer a la Fira Aeronàutica de Dubai el 1993, moment en què Sukhoi havia redesignat el caça amb el sobrenom de "Su-35". El T-10M-3 va realitzar una exhibició d'acrobàcia aèria, i va demostrar les seves capacitats per al dogfight, inclosa la maniobra de la cobra de Pugatxov, a possibles clients d'exportació. El mateix Pugatxov va pilotar el prototip en un combat simulat amb un Su-30MK. El Su-35 va ser presentat en nombrosos festivals aeris en els anys següents, incloent el Saló Internacional de l'Aviació i l'Espai (MAKS) de Moscou en 1993 i 1995 i l'Exhibició Aeroespacial Internacional (ILA) de Berlín el 1994. A més de les conversions de Su-27, el 1996 es van completar tres Su-35 i van ser lliurats a la Força Aèria Russa per a ser provats.

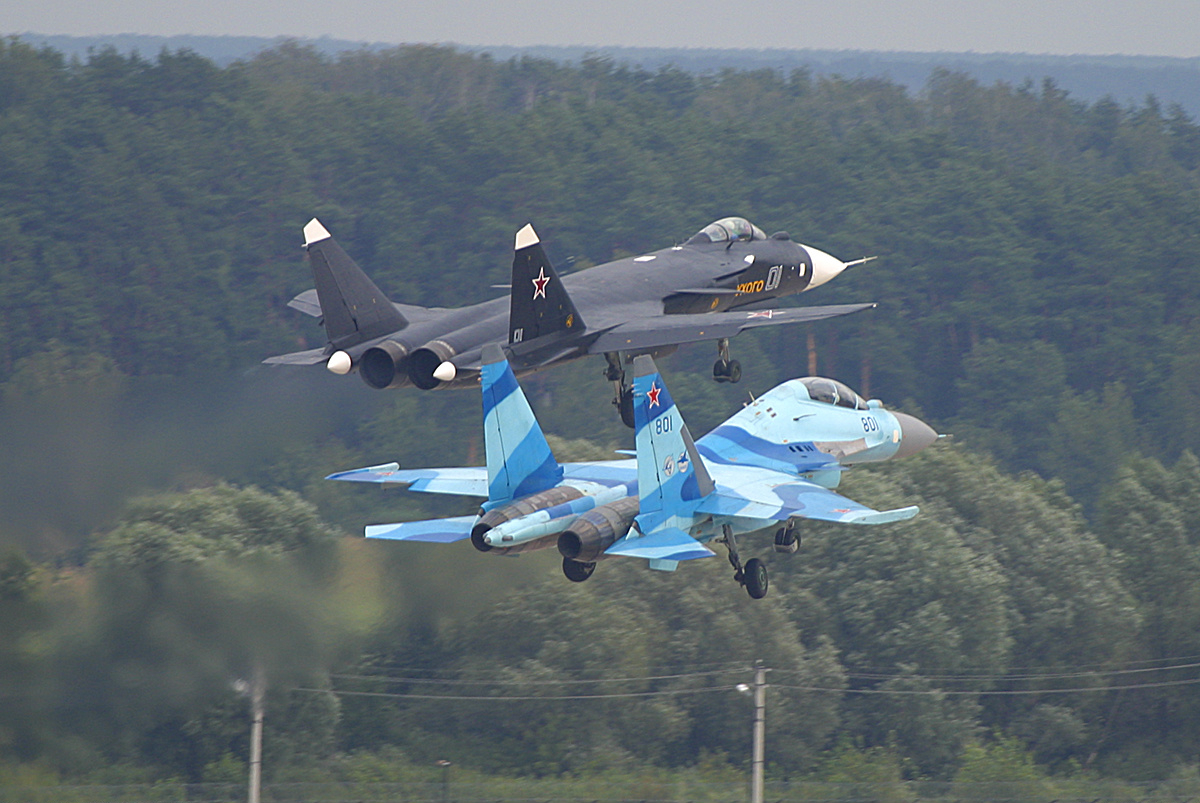
Únic Su-35UB (Bort 801), biplaça, per a entrenament,en vol conjunt amb un altre demostrador de Sukhoi, el Sukhoi Su-47.

Al llarg del programa de proves del Su-35, es va descobrir que no es podien utilitzar els controls actius durant maniobres com la cobra de Pugatxov i la Tailslide. L'onzè Su-27M (T10M-11) va ser construït per KnAAPO i lliurat el 1995 per a la instal·lació de sistemes d'empenyiment vectorial únics. El resultat va ser el demostrador de tecnologia Su-37, que va fer el seu primer vol l'abril de 1996. Un segon Su-35 va ser modificat en un Su-37 a finals dels anys noranta.L'any 2001, els motors AL-31F tenien l'addició de pics de flux, controls de fly-by-wire actualitzats, així com millors sistemes a la cabina que es van aplicar al Su-37 per a proves.
En total, van ser construïts 15 avions Su-35 (Su-27M) amb capacitat per volar, incloent un prototip biplaça Su-35UB, juntament amb dues unitats de proves estàtiques. El Su-35UB es va modificar amb dos motors AL-31FP amb empenyiment vectorial, i feu el seu vol inaugural el 7 d'agost de 2000. Es va exhibir a Corea del Sud durant el concurs FX per a l'actualització de caces, i es va provar la seva aviònica. El Su-35 original mai va entrar en producció en sèrie a causa de la falta de finançament,i la Força Aèria Russa va continuar usant la seva flota de caces Su-27 com a base. No obstant això, el control automàtic dels canards del Su-35 i els motors amb toveres orientables del Su-37 amb alguns canvis van ser aplicats en la versió d'exportació Sukhoi Su-30MKI per a la Força Aèria Índia. Un dels Su-35, el T10M-10, va servir com a base de proves per al motor Saturn 117 (AL-41F1), que s'utilitzarà en el caça Sukhoi PAK FA de cinquena generació.

## Variants
Su-27M/Su-35 
Caça monoplaça.
Su-35UB 
Versió d'entrenament de dues places. Té estabilitzadors verticals més alts i un fuselatge davanter més llarg similar al Sukhoi Su-30.
Su-35BM 
Caça d'un sol seient amb aviònica actualitzada i diverses modificacions de l'estructura. Su-35BM és un nom informal.
Su-37 
Caça experimental amb empenyiment vectorial.
Su-35S 
Designació de la versió de producció del Su-35BM de la Força Aèria Russa.

## Operadors
Rússia

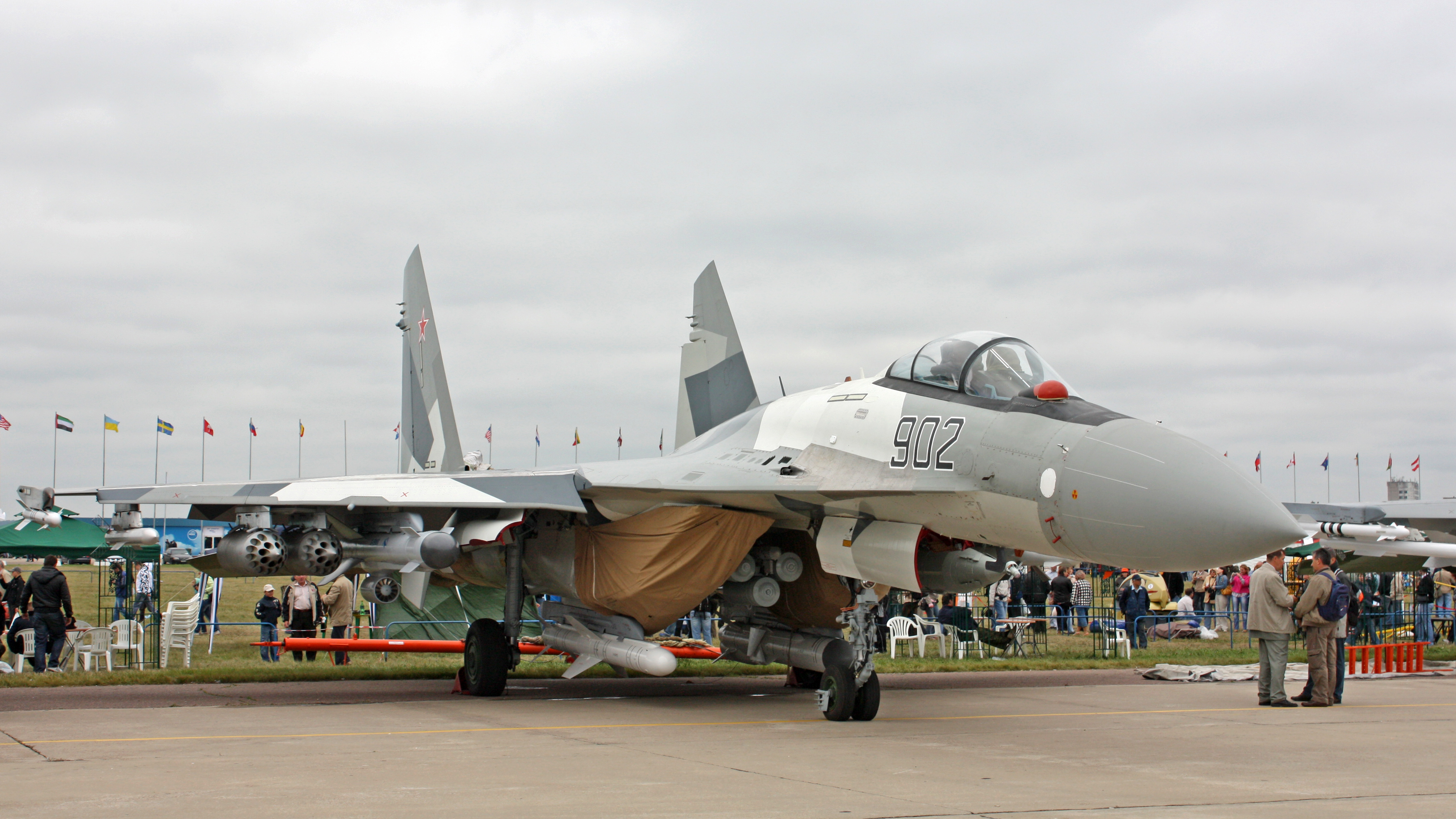
Su-35BM al MAKS-2009.

- Força Aèria Russa – 103 avions en inventari a desembre de 2021.[28][29][30] La tercera comanda de 30 avions finalitzada l'agost de 2020 augmentarà el nombre total a 133.[31][32][33]
  - 23è Regiment d'Aviació de Caces - Aeroport de Dziomgui, krai de Khabàrovsk.[34]
  - 22è Regiment d'Aviació de Caces de la Guàrdia - Base aèria Tsentràlnaia Uglovaia, krai de Primórie[35]
  - Regiment d'Aviació de Caces - Base aèria de Bessovets, República de Carèlia [cal citació]
  - 790è Regiment d'Aviació de Caça - Base aèria de Boríssovski Khotilovo, óblast de Tver[36][37]
  - 4t Centre d'ocupació i reciclatge del personal de combat - Base aèria de Lípetsk, óblast de Lípetsk
  - 929è centre estatal de proves de vol - Base aèria de Vladímirovka, óblast d'Astracan
  - Base aèria de Khmeimim, Latakia, Síria[38]

 Xina
- Força Aèria de l'Exèrcit Popular d'Alliberament: 24 avions en inventari.[39]
  - 6a Brigada d'Aviació - Base aèria de Suixi, Guangdong[40]

 Egipte
- Força Aèria d'Egipte – 24 sota comanda,[41] 17 en inventari.[42][43]

## Especificacions (Su-35BM)
Dades de KNAAPO, Gordon i Davidsonexhibició del Su-35 al MAKS2007,aviapedia.com,milavia.netGlobalSecurity.orgMilitaryFactory.com CombatAircraft.comFullAfterBurner.weebly.com
Característiques generals
- Tripulació: 1 pilot
- Longitud: 21,9 m
- Envergadura: 15,3 m
- Alçada: 5,9 m
- Pes buit: 19000 kg.[54]
- Pes carregat: 23.430 kg
- Pes màxim d'enlairament: 34.500 kg
- Motor: 2× Turboventilador Saturn AL-41F1S
- Capacitat de combustible: 11.500 kg interna

 Rendiment 
- Velocitat màxima: 2400 km/h
- Velocitat de creuer: 1,170 km/h
- Abast: 3,600 km
- Radi de combat: 1,600 km
- Abast en trasllat: 4,500 km  amb 2 dipòsits de combustible externs
- Sostre de servei: 18.000 m
- Ràtio d'ascens: 280 m/s
- Impuls/pes: 1,13 amb un 50% de combustible. 0,92 amb combustible intern ple

Armament

- 1 × canó automàtic Griazev-Xipunov GSh-30-1 intern de 30 mm amb 150 rondes
- Coet aire-terra S-25
  -     - Míssils aire-aire:
      - 8 × R-27ER/ET
      - 6 × R-73E/M
      - 12 × R-77M/P/T
      - 6 × R-74
      - 2 x R-37[55]

    - Míssils aire-superfície:
      - 6 × Kh-29L/TE
      - 3 × 3M-14AE

    - Míssils antivaixell:
      - 3 × 3M-54AE1
      - 6 × Kh-31A/AD
      - Kh-35U
      - 5 × Kh-59MK
      - 1 × Iakhont

    - Míssils antiradiació:
      - 6 × Kh-31P/PD
      - 5 × Kh-58UShE

Bombes
- 8 × KAB-500KR bombes guiades per TV
- 8 × KAB-500L bombes guiades per làser
- 8 × KAB-500OD bombes guiades
- 8 × KAB-500S-E bombes guiades per satèl·lit
- 3 × KAB-1500KR bombes guiades per TV
- 3 × KAB-1500L bombes guiades per làser
- GBU-500 bomba guiada per làser
- GBU-500T bomba guiada per TV
- GBU-1000 bomba guiada per làser
- GBU-1000T bomba guiada per TVAviònica
- Irbis-E radar passiu d'escombratge electrònic
- Sistema de cerca i seguiment per infrarojos OLS-35
- Sistema de contramesures electròniques L175M Khibiny-M[56]